# Юлия Малинова
Юлия Малинова е изявена общественичка и активистка за правата на жените в България от началото на XX век.

## Биография и дейност
Юлия Малинова (15 септември 1869 г. – 5 октомври 1955 г.) е от руски произход. Учи във Франция и Швейцария. Завършва висшето си образование в Париж.
Приема православното християнство, за да се омъжи за Александър Малинов – лидер на Демократическата партия, начело на правителството на Демократическата партия в периода 1908 – 1911 г. Живеят в София, на ул. „Граф Игнатиев“ 9.
Основател и дългогодишна председателка на Българския женски съюз. Редактор на вестник „Женски глас“. Член е на управителния съвет на Българския червен кръст.

## Активизъм
Юлия Малинова инициира и участва в множество благотворителни инициативи. Тя развива активна обществена и благотворителна дейност, членува в различни столични дружества, сред които „Майка“ и „Милосърдие“. След 1934 г. влиза в Управителния съвет на Съюз „Обществена подкрепа“ и завежда отдела за старческите домове.
За приноса към делото на общественото подпомагане Юлия Малинова е провъзгласена за почетен гражданин на София.
Инициативата за създаване на фонд „Юлия Малинова“ датира от юли 1926 година по време на XX редовен конгрес на Българския женски съюз.
През 1934 година Фонд „Юлия Малинова“ създава първия по рода си в България приют „Подслон за жени“.